# Immoble al carrer del Prat, 9
L'Immoble al carrer del Prat, 9 és una obra de Breda (Selva) protegida com a Bé Cultural d'Interès Local.

## Descripció
Edificació de planta baixa i pis amb coberta a dues aigües de teula àrab amb el carener paral·lel a la façana principal. A la planta baixa hi ha la porta d'entrada amb un arc rebaixat motllurat. Ala planta pis, hi ha un balcó sobre el mateix eix vertical que la porta d'entrada, amb barana de ferro forjat. La façana està rematada per una cornisa.